# Антология II (ФСБ)
Диск и касета на ФСБ, 1999 (общо три части)
Част 2 (описът се отнася за диска):
1. Няма как[1]
2. Високо[2]
3. Обещание, концертно изпълнение
4. Завръщане
5. Опит за летене
6. Празник
7. Епизод от романтичен филм, концертно изпълнение
8. Дъждовни въпроси
9. Унисони
10. Гара разделна
11. Последният човек
12. 78 Оборота

Вариантът „компактдиск“ съдържа и мултимедийна част с филм за групата и клипове (макар че техническото ѝ изпълнение не е съвсем задоволително, например на първия диск липсва единият аудиоканал).
- „Антология I“
- „Антология III“